# Nourit Zarchi
Nourit Zarchi (en hébreu : נורית זרחי) est une poétesse et auteure de livres pour enfants israélienne née le 19 octobre 1941 à Jérusalem.
Zarchi suit des études de psychologie à l'université hébraïque de Jérusalem, puis des études de littérature et philosophie à l'université de Tel-Aviv.
Zarchi est une auteur prolifique de littérature pour la jeunesse (elle a écrit plus d'une centaine d'ouvrages) et a obtenu de nombreux prix. Ses ouvrages sont marqués par une utilisation inventive de la langue et un humour parfois grotesque.
Son œuvre poétique est aussi récompensée, en particulier par le Prix Bialik en 1999.

## Référence
1. ↑  (en) « Nurit Zarchi (poet) », Poetry international, mai 2004